# Sandjak d'Ohrid
Le sandjak d'Ohrid (turc : Ohri Sancağı ; albanais : Sanxhaku i Ohrit ; bulgare : Охридски санджак ; macédonien : Охридски санџак), fondé en 1395, est l'un des sandjaks de l'Empire ottoman.
Une partie de ce sandjak était située sur le territoire de la seigneurie de Prilep, un royaume de Macédoine gouverné par le prince vassal ottoman Marko jusqu'à sa mort à la bataille de Rovine.

## Division administrative
Lorsque le sandjak d'Ohrid fut établi en 1395, il faisait partie de l'eyalet de Roumélie et fut l'un de ses premiers sandjaks établis. Avant de devenir une partie de l'Empire ottoman en 1395, son territoire appartenait au royaume du prince Marko. Au début, son chef-lieu était Bitola, puis Ohrid, c'est pourquoi il a également été mentionné dans les sources sous le nom de sandjak de Monastir (ou Bitola). Il ne faut pas le confondre avec le sandjak ultérieur de Monastir, établi en 1826 à partir de la partie orientale du sandjak d'Ohrid, et qui remplaça entièrement ce dernier en 1864.
En 1406, le sandjakbey d'Ohrid était Junayd d'Aydın. En 1464 et 1465, le sandjakbey du sandjak d'Ohrid était Ballaban Badera, célèbre pour ses batailles contre Skanderbeg, remplaçant Şeremet bey sur cette position. Bien que Halil İnalcık explique que le sandjak d'Elbasan a été établi dès la construction de la forteresse d'Elbasan en 1466, d'après les archives de Tursun Beg, il est possible qu'Elbasan ait d'abord fait partie du sandjak d'Ohrid.
Plusieurs recensements officiels ottomans (turc : Tapu tahrir defterleri) furent organisés en 1467, 1519 (recensement collectif) et 1583 sur le territoire du sandjak d'Ohrid,.
Le recensement du début du XVIe siècle a enregistré que le sandjak d'Ohrid comprenait les kazas (districts) d'Ohrid, Debar, Akçahisar (Krujë) et Mat, et comptait quatre villes, six forteresses, 849 villages, 32 648 familles chrétiennes et 623 familles musulmanes.
Selon le recensement de 1583, le sandjak d'Ohrid comptait trois kazas avec treize nahiye. Après une expansion ultérieure, le sandjak d'Ohrid comptait 22 nahiyahs, 6 dans la région de Macédoine et 16 en Albanie. Il y avait une présence importante d'Albanais ethniques dans ce sandjak.
À l'automne 1794, Kara Mahmud Bushati, qui était le pacha du Pachalik de Scutari, prit le contrôle du sandjak d'Ohrid. De 1796 à 1797, il fut gouverné par Muhtar Pacha, fils d'Ali Pacha. De 1820 à 1831, le sandjak d'Ohrid était sous le contrôle d'un autre pacha du Pachalik de Scutari, Mustafa Reshit Pacha Bushati.
La division administrative de l'eyalet de Roumélie fut réformée, sur la base du hatisherif du sultan du 21 juin 1836, et les territoires de ses sandjaks furent substantiellement modifiés tandis que le sandjak d'Ohrid devint un arpalik (en) de la sultane validé. Jusqu'en 1864, elle faisait partie de l'eyalet de Monastir, tandis que le kaza de Krujë, entre autres, était incorporé au sandjak de Scutari,. Comme mentionné ci-dessus, après la création du vilayet de Monastir en 1864, le sandjak d'Ohrid a cessé d'exister et son territoire a été incorporé au sandjak de Monastir (établi pour la première fois en tant que sandjak, distinct du sandjak d'Ohrid, en 1826).

## Histoire
Dorotheos, l'archevêque d'Ohrid, ainsi que ses clercs et boyards, furent expatriés à Istanbul en 1466, probablement en raison de leurs activités anti-ottomanes pendant la rébellion de Skanderbeg. En 1467, de nombreux chrétiens de Skopje, Ohrid, Serrès et Kastoriá furent déportés de force à Elbasan, une nouvelle forteresse ottomane en Albanie.
Les paysans du sandjak d'Ohrid participèrent pendant dix ans à la rébellion anti-ottomane de 1564 des paysans de Mariovo et de Prilep. Le 25 juillet 1571, il fut proposé de diviser le sandjak d'Ohrid en deux parties, afin d'augmenter la sécurité publique dans une situation de rébellions constantes dans ce sandjak.
En 1613, les autorités ottomanes ordonnèrent la destruction de toutes les églises chrétiennes nouvellement construites dans les villages du sandjak d'Ohrid.